# 에드워드 폭스
에드워드 폭스(영어: Edward Fox, OBE, 1937년 4월 13일 ~ )는 잉글랜드의 배우이다.

## 출연 작품
- 공군 대전략
- 나바론 요새 2
- 더 드레서

## 서훈
- 2003년 대영 제국 훈장 4등급(OBE) 수훈[1]